# Egremni
Egremni  este o plaja în Grecia în prefectura Lefkada.
Plaja a fost distrusa in urma cutremurului din 17 noiembrie 2015.